# دار الراحة

تعديل مصدري - تعديل

دار الراحة المطلع هي إحدى قرى عزلة جعار بمديرية خنفر التابعة لمحافظة أبين، بلغ تعداد سكانها 121 نسمة حسب تعداد اليمن لعام 2004.